# Skuhrov (Boemia centrale)
Skuhrov è un comune della Repubblica Ceca facente parte del distretto di Beroun, in Boemia Centrale.